# Фелдфебел-Денково
Фелдфебел-Денково (болг. Фелдфебел Денково) — село в Болгарии. Находится в Добричской области, входит в общину Добричка. Население составляет 667 человек.

## Политическая ситуация
В местном кметстве Фелдфебел-Денково, в состав которого входит Фелдфебел-Денково, должность кмета (старосты) исполняет Берол Ахмед Али (Движение за права и свободы (ДПС)) по результатам выборов правления кметства.
Кмет (мэр) общины Добричка — Петко Йорданов Петков (Болгарская социалистическая партия (БСП)) по результатам выборов в правление общины.